# Kennedy Chihuri
 Kennedy Chihuri (2. travnja 1969.) umirovljeni je zimbabveanski nogometaš, po poziciji vezni igrač. Odigrao je 200 utakmica u Prvoj češkoj nogometnoj ligi, uglavnom za Viktoriu Žižkov. Bio je prvi nogometaš crnac koji je igrao u Češkoj ligi. S Viktorijom Žižkov je osvojio Češki nogometni kup 2000./01.
Za Zimbabveansku nogometnu reprezentaciju je odigrao 30 utakmica, ali bez zabijenog pogotka.

## Vanjske poveznice
- (engl.) Kennedy Chihuri na national-football-teams.com